# اشنباخ (گوپینگن)
اشنباخ (گوپینگن) (به آلمانی: Eschenbach) یک شهر در آلمان است که در Göppingen واقع شده‌است. اشنباخ ۲٬۲۱۰ نفر جمعیت دارد.